# Tanda (Ambedkar Nagar)
Tanda è una suddivisione dell'India, classificata come municipal board, di 83.079 abitanti, situata nel distretto di Ambedkar Nagar, nello stato federato dell'Uttar Pradesh.